# Obere Weide
Das Naturschutzgebiet Obere Weide liegt auf dem Gebiet der Stadt Waldenburg im Hohenlohekreis in Baden-Württemberg.

## Kenndaten
Das Schutzgebiet entstand am 30. August 1999 durch Verordnung des Regierungspräsidiums Stuttgart mit der Schutzgebietsnummer 1.236. Diese Verordnung wurde im Gesetzblatt für Baden-Württemberg am 15. Oktober 1999 veröffentlicht und trat danach in Kraft. Der CDDA-Code lautet 82266 und entspricht der WDPA-ID.

## Lage
Das teilweise bewaldete Naturschutzgebiet befindet sich östlich des Stadtteils Obersteinbach der Stadt Waldenburg, es ist Teil des FFH-Gebiets 6723-311 Ohrn-, Kupfer- und Forellental und liegt im Naturraum 108-Schwäbisch-Fränkische Waldberge innerhalb der naturräumlichen Haupteinheit 10-Schwäbisches Keuper-Lias-Land.

## Schutzzweck
Wesentlicher Schutzzweck ist gemäß Schutzgebietsverordnung die Erhaltung und die Förderung des aus Waldweide und Streunutzung hervorgegangenen und das Landschaftsbild in besonderem Maße prägenden Gebietes Obere Weide als Standort seltener und gefährdeter Pflanzenarten und Pflanzengesellschaften, darunter auch Pfeifengrasbestände, Borstgrasrasen sowie Heidekrautflächen und als überkommenes Relikt ehemals weitverbreiteter Nutzungsformen aus kulturhistorischen und landeskundlichen Gründen sowie wegen der Eigenart und Schönheit seiner naturhaften Ausstattung.